# Ha Yeon-joo
Ha Yeon-joo (하연주?; 6 agosto 1987) è un'attrice sudcoreana.

## Biografia
È membro dell'associazione Mensa.

## Filmografia

### Cinema
- Jeosgalag (젓가락), regia di Se-won Se (2010)
- Susanghan geunyeo (수상한 그녀), regia di Hwang Dong-hyuk (2014)
- The File (파일), regia di Park Yong-Jib (2015)

### Televisione
- Geubun-i osinda (그분이 오신다) – serie TV (2008)
- Gloria (글로리아) – serie TV (2010)
- Royal Family (로열 패밀리) – serie TV (2011)
- Romaenseuga pilyohae (로맨스가 필요해) – serie TV (2011)
- Makdwaemeokeun yeongaesshi (막돼먹은 영애씨) – serie TV (2012)
- Romaenseuga pilyohae 2012 (로맨스가 필요해 2012) – serie TV (2012)
- Jiseongimyeon gamcheon (지성이면 감천) – serie TV (2013)
- Yeon-aejojakdan Cyrano (연애조작단; 시라노) – serie TV (2013)
- Miss Korea (미스코리아) – serie TV (2013-2014)
- Gwaenchanh-a, sarang-i-ya (괜찮아, 사랑이야?) – serie TV (2014)
- My Secret Hotel (마이 시크릿 호텔) – serie TV (2014)
- Bool-gool-eui cha-yeo-sa (불굴의 차여사) – serie TV (2015)
- Gwisinboneun hyeongsa, Cheo-yong (귀신보는 형사, 처용) – serie TV (2015)
- Goodbye Mr. Black (굿바이 미스터 블랙) – serie TV (2016)
- Entourage (안투라지) – serie TV, episodio 14 (2016)